# Ołeksij Sokyrski
Ołeksij Mykołajowycz Sokyrski (ukr. Олексій Миколайович Сокирський; ros. Алексей Николаевич Сокирский, Aleksiej Nikołajewicz Sokirski; ur. 16 marca 1985 w Gorłówce, ZSRR) – ukraiński lekkoatleta specjalizujący się w rzucie młotem. Od 2015 roku reprezentuje Rosję.
Międzynarodową karierę zaczynał w 2004 od zajęcia ósmego miejsca podczas mistrzostw świata juniorów. Szósty zawodnik młodzieżowego czempionatu Starego Kontynentu (2007). W 2009 najpierw zdobył brązowy medal uniwersjady, a później nie awansował do finału mistrzostw świata. Podczas mistrzostw Europy w Barcelonie (2010) był szósty. Medalista mistrzostw Ukrainy i reprezentant kraju w pucharze Europy, pucharze Europy w rzutach oraz meczach międzypaństwowych.
Rekord życiowy: 78,91 (7 lipca 2012, Madryt).

## Osiągnięcia
| Rok  | Impreza                                 | Miejsce   | Pozycja           | Wynik |                                    |
| ---- | --------------------------------------- | --------- | ----------------- | ----- | ---------------------------------- |
| 2004 | Mistrzostwa świata juniorów             | Grosseto  | 8. miejsce        | 68,33 | Ukraina                            |
| 2007 | Zimowy puchar Europy w rzutach          | Jałta     | 2. miejsce        | 67,61 | Ukraina                            |
| 2007 | Superliga pucharu Europy                | Monachium | 5. miejsce        | 69,52 | Ukraina                            |
| 2007 | Młodzieżowe mistrzostwa Europy          | Debreczyn | 6. miejsce        | 70,63 | Ukraina                            |
| 2009 | Uniwersjada                             | Belgrad   | 3. miejsce        | 73,73 | Ukraina                            |
| 2009 | Mistrzostwa świata                      | Berlin    | el. – 22. miejsce | 72,56 | Ukraina                            |
| 2010 | Zimowy puchar Europy w rzutach          | Arles     | 10. miejsce       | 71,55 | Ukraina                            |
| 2010 | Mistrzostwa Europy                      | Barcelona | 6. miejsce        | 76,62 | Ukraina                            |
| 2011 | Zimowy puchar Europy w rzutach          | Sofia     | 3. miejsce        | 76,84 | Ukraina                            |
| 2011 | Superliga drużynowych mistrzostw Europy | Sztokholm | 3. miejsce        | 76,96 | Ukraina                            |
| 2011 | Mistrzostwa świata                      | Taegu     | el. – 17. miejsce | 73,81 | Ukraina                            |
| 2012 | Zimowy puchar Europy w rzutach          | Bar       | 9. miejsce        | 70,05 | Ukraina                            |
| 2012 | Mistrzostwa Europy                      | Helsinki  | –                 | NM    | Ukraina                            |
| 2012 | Igrzyska olimpijskie                    | Londyn    | 4. miejsce        | 78,25 | Ukraina                            |
| 2017 | Mistrzostwa świata                      | Londyn    | 5. miejsce        | 77,50 | Autoryzowani lekkoatleci neutralni |
| 2018 | Puchar Europy w rzutach                 | Leiria    | 8. miejsce        | 73,33 | Autoryzowani lekkoatleci neutralni |
| 2018 | Mistrzostwa Europy                      | Berlin    | el. – 14. miejsce | 72,97 | Autoryzowani lekkoatleci neutralni |